# Chlorocichla simplex
El bulbul sencillo (Chlorocichla simplex) es una especie de ave paseriforme de la familia Pycnonotidae propia de África central y occidental, que se encuentra desde Guinea Bissau y Guinea al oeste de Sudán del Sur, el oeste de Uganda, el centro de República Democrática del Congo y el norte de Angola.

## Taxonomía
El bulbul sencillo fue descrito científicamente por Gustav Hartlaub en 1855, como Trichophorus simplex. Posteriormente se trasladó al género Pyrrhurus, antes de clasificarse en Chlorocichla.